# Paula Radziulytė
Apolonia „Paula” Radziulytė, także Kalvaitienė (ur. 14 lutego 1905 w Wielkich Łukach, zm. 19 czerwca 1986 w Sharon) – litewska lekkoatletka, biegaczka średniodystansowa, później koszykarka.
Podczas igrzysk olimpijskich w Amsterdamie (1928) odpadła w eliminacjach na 800 metrów.
Była pierwszą reprezentantką Litwy na igrzyskach olimpijskich.
Zdobyła srebrny medal podczas mistrzostw Europy w koszykówce w 1938 w Rzymie.

## Rekordy życiowe
- Bieg na 800 metrów – 2:45,2 (1929)